# M1895柯爾特-白朗寧機槍
M1895柯爾特－白朗寧機槍（英語：M1895 Colt–Browning machine gun）是一款基於可追溯至1889年约翰·勃朗宁和馬修·S·布朗寧的設計，採用了氣冷式、彈鏈供彈的氣動式机枪。它是第一挻成功投入使用的氣動式機槍，以450發／分鐘的循環射速、藉閉鎖式槍栓進行擊發。由於該機槍不尋常的操作機構而被暱稱為“馬鈴薯挖掘機”。

## 操作機構

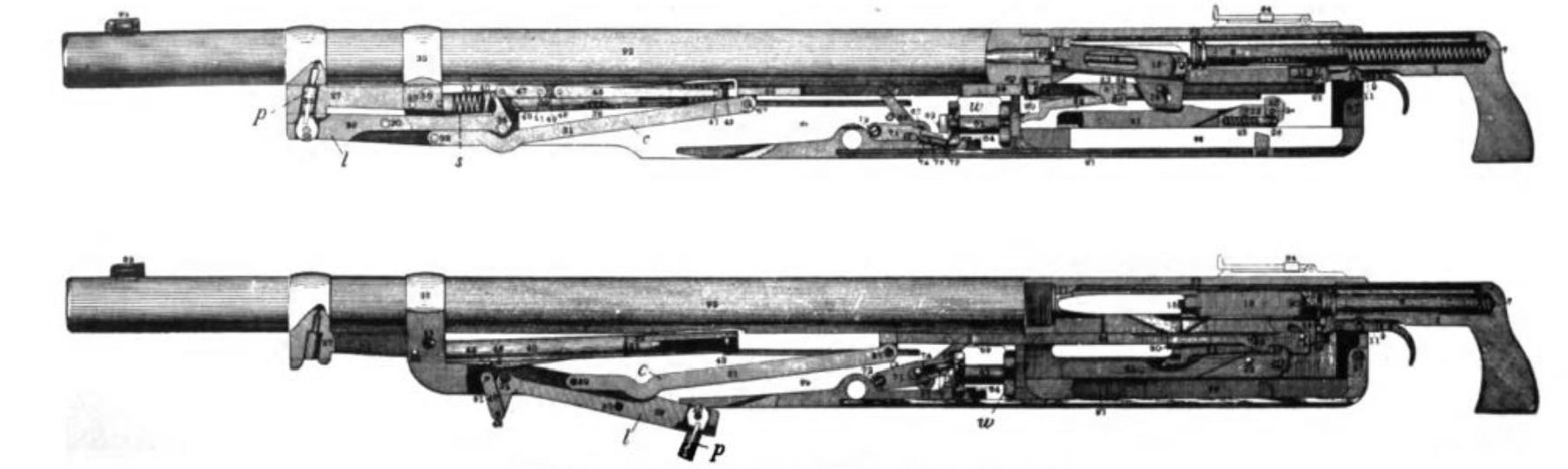
M1895操作機構，展示其操作槓桿（P）在前方（頂部）和後方（底部）的位置。

早在1892年申請專利的M1895的操作機構是约翰·勃朗宁和馬修·S·布朗寧兩者的早期自動步槍專利之一；先前他倆曾為溫徹斯特研製槓桿式步槍，例如M1886。
在典型的槓桿式槍機設計當中，操作槓桿位於槍械的後部下方、通常在槍托下方，並且鉸接在後膛區域附近。該機槍卻向下與前方迴轉操作槓桿以進行操作，從而讓後膛擋塊向後滑離槍管並且拋出擊發過的彈藥。事實上，該馬鈴薯挖掘機的機構與基本的槓桿式槍機設計有一些相似之處。只是它所用的槓桿是由子彈擊發時、用以將彈丸推離槍管而不斷膨脹的高壓燃氣所驅動，而非操作者的手。
M1895採用了偏移式槍栓以使得其在擊發時閉鎖到位，這是機槍設計當中的第一個例子。槍栓在机匣區域的凹槽以內向前和向後滑動，並且通過管子內置的彈簧保持向前，而該彈簧亦可保持操作者的握把。隨著它向前移動，槍栓最終接觸到槍管。此時，槍栓下方的凸輪會落入一個孔當中，後者使得槍栓的後部向下傾斜，將其抵靠在後膛以上，並且將其鎖定在適當位置以上。當擊發子彈時，槍栓會保持閉鎖狀態。
當彈丸擊發以後沿著槍管向下移動，最終穿過了在槍管底部所鑽的一個開口，稱為氣導孔。彈丸後方的熾熱燃氣會流入氣導孔，並且向下推動塞子（在上圖中被標記為p）。這使得塞子以一定的速度從氣導孔當中彈出。塞子連接到短桿（l）的一端，而短桿的另一端則是連接到槍管下方的铰链。塞子的運動導致整組槓桿圍繞著鉸接點從向下到向後迴轉。該槍機從本質上就是槓桿式步槍的典型從後到前運動的倒轉型：從前到後的版本。在下圖中可以看到該運動的終點，這時操縱槓桿已跨越過了約160度的弧線。同時裝設於鉸鏈處的彈簧會因該運動而被壓縮，並最終驅使槓桿再次向前迴轉，使得塞子重新插到氣導孔並於其不在運動時將其定位於該處當中。
連接到迴旋桿的中點的是長金屬臂。操縱桿的運動會使得該臂向後施力，從而推動整個後膛機構。該機構的後端壓在凸輪以上，迫使槍栓向上並且開鎖。持續的運動使得槍栓向後滑動以抵靠彈簧，同時還會操作彈鏈供彈並且準備下一彈的機構。當其到達運動終點時，彈簧會再次將所有機件向前推動，槍栓將從後攜帶新一發的子彈並將其裝置在槍管的膛室當中，然後再次閉鎖。

## 研發過程

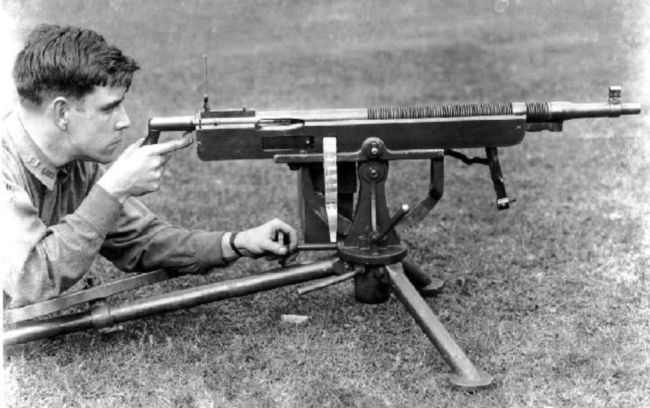
美國陸軍一名操作員演示了後期型柯爾特·布朗寧M1895機槍。該機槍展示其中段槍機，其操作槓桿從槍管前部下方向下延伸出來。

1889年秋季，勃朗寧所研發的最早期原型槍是一枝重達12磅、發射.44口徑黑火藥子彈的步槍。該版本將操作槓桿設置於槍管的前部，並且由槍口爆焰所直接作用。1892年，一款經過改進的設計提供給了柯爾特。操縱桿向後移動，並且從槍口向後約6英寸（152毫米）的氣導孔提供動力。
為了最大程度地減緩快速擊擊時的發熱量，該槍採用了非常沉重、輪廓筆直的槍管（在後期的型號當中經過通風處理），其重量可達35磅。具備射手席的標準三腳架槍架會使重量再增加56磅。儘管槍管已經很重，但如果將一發子彈遺留於加熱的槍管（膛室）以內，閉鎖式槍栓機構仍會引燃該彈藥。這就要求在長時間射擊以後，即時將該機槍退膛。在測試該槍的過程中，發現該槍能夠在槍管過熱和子彈開始出現失控以前，發射超過1,000發的子彈。停下來時，熾熱的槍管又引燃了四至五次，然後才冷卻下來。
該槍最初製為6毫米李海軍口徑使用，直到採用了卡拉格—約根森步槍以後，先後轉為.30-40克拉格、7×57毫米毛瑟口徑（與西班牙M1893毛瑟型號所用的彈種相同），直到1914年推出的.30-06春田步槍口徑。1914年的版本還包括一具易於擊發的低位型三腳架；據說這很可能導致了該機槍“馬鈴薯挖掘機”的暱稱的誕生，因為假如機槍從過低的位置進行射擊，操作槓桿就會將其挖入地面當中。
M1895也可以製成其出口型；1914年，俄羅斯訂購了數千挻7.62×54毫米俄羅斯口徑的M1895機槍，並且用於第一次世界大戰。.303英國口徑的M1895/14在英國和法國服役。M1895還改為7×57毫米毛瑟口徑，出售給南美多個國家使用。
與當代競爭的機槍設計相比，柯爾特機槍的非同尋常的操作方式既有優點也有缺點。槓桿操作的連發式槍機使得該武器的射速相對較低（每分鍾少於400發）。但是，低射速加上重槍管也使得該槍可以進行氣冷，因此它使得機槍比水冷式設計更為簡單、更為輕巧，亦更為方便攜帶。雖然戰鬥報告當中並無槍機停止運作的報告，但大多數情況以下，都可以通過手動迴轉槍機來解決掉。隨著射手在操作氣冷式機槍方面的經驗積累，很明顯，避免了長時間連續射擊對武器的可靠性和槍管壽命兩方面都有著實質性效益。

## 使用
M1895是美軍所採用的第一款機槍，並且在陸軍（儘管從未正式地採用過）和海軍／海軍陸戰隊當中服役，並且適合在多種用途當中使用。它被架設在三腳架、馬車、船隻、飛機，甚至装甲车以上。早在1893年，美國海軍就率先開始對其進行測試，而該版本為6毫米李海軍口徑。

### 早期衝突

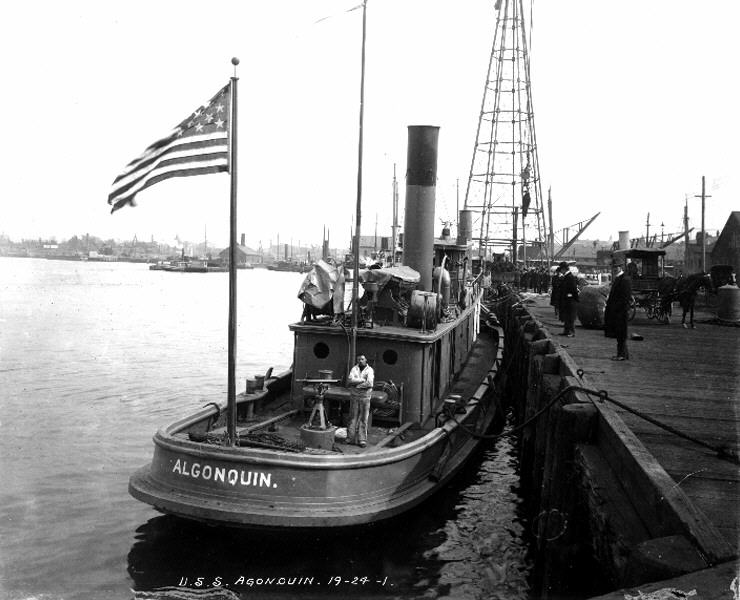
1898年，在布魯克林造船廠的美國海軍所屬的“阿岡昆”號港口拖船（1898–1946），在船艉甲板的基座以上架設了6毫米口徑機槍。

採用了6毫米李海軍口徑的M1895在美西战争期間，曾在美國海軍陸戰隊服役，包括1898年入侵關塔那摩灣，海軍陸戰隊营就部署了四挻柯爾特機槍（其中兩挻是從美國海軍所屬的得克薩斯號的武器庫所借來的）。M1895被證明是海軍陸戰隊在火力方面的重大進步，他倆是在美軍採用機槍的過程中最早運用它倆於實戰，以在突擊時為步兵部隊提供戰術支援。相比之下，該戰役當中的陸軍常規部隊仍然需要使用負擔沉重而且手動操作的加特林机枪，並且需要藉由騾子所拉動的重型槍架載具才能運輸。西奥多·罗斯福上校率領的粗獷騎手、一支在古巴作戰而現已撤銷的志願騎兵團，還部署了兩挻7×57毫米毛瑟口徑的M1895柯爾特機槍（原為出口而建造，而這兩挻機槍都是由該部隊的家屬私下為莽騎兵而採購的）儘管確實對西班牙軍造成了一定的傷亡，但據報導有些不可靠之處。正如羅斯福上校所指出的事是：“總體而言，這些柯爾特自動槍械並不是十分成功……它們比加特林機槍更為精緻，而且很容易出故障。”其後該兩挻M1895機槍被轉交到約翰·亨利·帕克中尉屬下的加特林機槍支隊，並隨後者在聖地亞哥包圍戰當中使用它倆。
6毫米李口徑的M1895在菲律賓—美國戰爭和义和团运动期間，亦被美國海軍和海軍陸戰隊所使用，並在戰役當中證明自身是準確和可靠的武器。大約在1904年，墨西哥政府購入了150挻7毫米毛瑟口徑的該機槍，而它倆就在長達十年、曠日持久的墨西哥革命當中被使用。在墨西哥革命時期使用7毫米口徑M1895的照片亦被記錄下來，包括看似是Villista所使用的機槍。1914年，維拉·克魯茲（Vera Cruz）的戰鬥及占領行動期間，美國海軍亦從艦隊的武器庫當中部署了多挻6毫米李口徑的M1895機槍。
美國陸軍方面儘管從未正式地採用過M1895，但卻在1902年購入了兩挻機槍，隨後在1904年又購入了140挻機槍。這些機槍以及少量的馬克沁和維克斯機槍已發配給各支部隊用於評估。至少在1921年之前，陸軍和國民警衛隊都曾間歇性使用過這些武器。結果，美國陸軍首批正式採用的機槍是M1909貝內特·梅西耶機關步槍（機槍），一款自帶兩腳架的保彈板供彈式機槍。
在更南的地方，1904年、烏拉圭內戰爆發的後期，M1895亦被烏拉圭軍隊用以對付叛軍。
第二次布尔战争（1899－1902年）當中，加拿大騎兵使用了.303口徑M1895機槍拿下成果。1900年11月7日，在列裡方丹戰役的一次壯觀的後衛行動當中，加拿大皇家龍騎兵隊的愛德華·詹姆斯·吉布森·霍蘭德中士使用架設在鄧當勞疾馳式槍架以上的柯爾特機槍以阻止罕見地是由波耳人裝設的炸彈，因而獲授予维多利亚十字勋章，亦是該行動中三名獲授予的加拿大人當中之一。而當時身為南非輕騎兵隊的一名年輕中尉兼作戰地通訊員的温斯顿·丘吉尔（日後第二次世界大战期間的英国首相），對整個機槍台以上這些機槍的射擊效果留下了深刻的印象。裝備了M1895的加拿大部隊的成功使得在第一次世界大战當中，加拿大陸軍進一步使用這些機槍作戰。
M1895亦被美國各州民兵和警衛隊，包括科羅拉多國民警衛隊所使用。在長期煤矿礦工罷工期間，該州政府停止為維持秩序的大多數警衛隊提供資金以後，這批機槍當中的數挻落入了由礦業公司警衛人員所僱用的私人民兵手中。1914年，其中一隊私人民兵組織的位子“挖掘者”（Digger）向科羅拉多州勒得羅鎮的一個礦工營地大規模開火，其後史稱為拉德洛大屠殺。私人購入的M1895還被用作鮑德溫·費爾茨偵探社裝甲車的主要武器，並與該裝甲車用於罷工期間、對各個礦工營地進行恐嚇，因而被礦工們稱為“特殊死亡車輛”。

### 第一次世界大战
柯爾特－白朗寧M1895/14機槍在法國被一部份加拿大步兵編隊所使用。1915年，第21加拿大輕步兵營在法國部署，並在戰鬥當中使用了.303口徑的M1895/14機槍。這些機槍都經歷了重大戰鬥，但很快就被維克斯機槍所取代。但是，它倆並無因而脫離戰鬥，而是被轉交給比利時流亡軍隊的編隊。法國人亦對柯爾特機槍進行了測試，其中一部份就被用於早期飛機的測試當中。其他柯爾特機槍都被送往俄羅斯，並由後者大量地使用了它倆戰鬥。
當美國使用M1895進行訓練時，它倆被認為到了美國參戰之時已經過時，並且並無服役。1916年，柯爾特停止生產M1895及其衍生型，將加工機器和生產權都賣給了馬林-羅克韋爾，以集中精力於增加維克斯機槍的產量；而後者則接手了仍然在俄羅斯軍方和意大利海軍活躍的合同。

### 馬林-羅克韋爾M1917／M1918版本

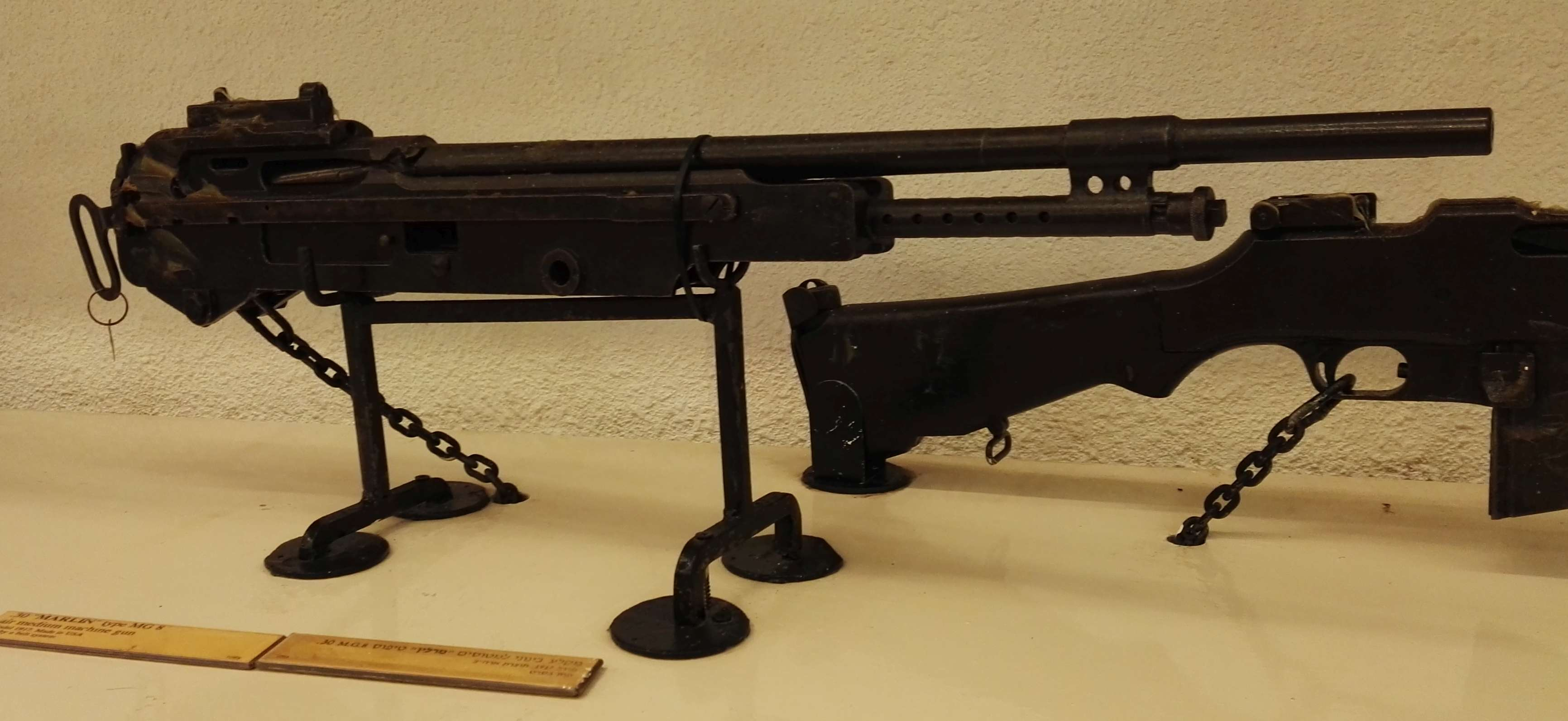
馬林M1917採用了不同的操作機構，並僅與它所基於的M1895/14具有相似之處。

馬林開始生產柯爾特M1914以後，他倆便研發了M1895的改進型版本。1917年，它被美軍用作訓練武器，並且採購了大約2,500挻。除了生產商所給予的柯爾特－白朗寧M1895/14的名稱以外，它亦被稱為“馬林機槍”和“M1917”。主要的改進是採用了可拆卸式槍管，更寬大的側板開孔以及右側板開口上的滑動門（也作出了加大的設計），以便於操作。儘管有這些改進，但由於過熱的原因，馬林機槍只能連續發射500發子彈。美國海軍還購入了馬林機槍的導氣活塞操作版本，取代原來的槓桿機構，儘管只有少數機槍架設在船上服役。
M1895的第二款、更激進的版本於1917年推出，以供坦克和飛機搭載使用，其後命名為馬林M1917和M1918，兩者皆由瑞典軍械設計師卡爾·古斯塔夫·斯韋比留所負責改進。與海軍馬林機槍一樣，這些衍生型採用了線性導氣活塞取代原來的“馬鈴薯挖掘機”金屬臂，因此槍膛與基本的“挖掘機”設計幾乎沒有外觀上的相似之處。新型的往復式活塞平行於槍管並且裝設於槍管下方，從而可將該機槍架設在地面以下。另一個改進之處是從後膛到枪口新增了铝製的散热片，它所附有的縱向鰭片覆蓋槍管外圓周上部約270°，以散發熱量。大多數馬林M1917和M1918機槍都被視為飛機以上的防禦武器，但是，由於保留了原型的M1895“馬鈴薯挖掘機”軍械的閉鎖式槍栓的擊發循環模式，因此這些馬林機槍每挻僅重約25磅（11.34千克）；與用於航空用途的標準維克斯機槍的33磅（15千克）重量相比，當與同步裝置配合使用、以安全地通過旋轉的螺旋槳並且向前擊發時，可以很容易地用作戰鬥機的前向射擊武器裝備——相對的，不可同步、開膛擊發的路易士機槍的發射週期仍比馬林機槍稍重，重約28磅（12.7公斤）。到了第一次世界大戰的最後數個月，美國陸軍航空兵在法國使用的SPAD XIII战斗机當中，幾乎有50％的維克斯機槍被馬林機槍所取代。假如戰爭持續到1919年，馬林機槍還將會是美國主要的坦克及航空機槍。M1917／1918亦裝備於托馬斯·莫爾斯“偵察兵”，用於在美國本土的基地進行的高級訓練。
第一次世界大戰期間，還有眾多柯爾特和馬林生產的機槍供給於意大利部隊，以替換在卡波雷托戰役中被奧軍與德軍取下的重大突破、被迫撤退的途中損失的類似武器。除了可以裝填意大利標準的6.5×52毫米曼利徹-卡爾卡諾步槍彈藥以外，還可以通過安裝一具包覆在槍管周圍、狹窄的黃銅製套筒，將其轉換為液體冷卻式機槍。接受該修改的M1895/14機槍被命名為“6.5/80”，並且由義大利皇家海軍的海軍陸戰隊步兵用作防衛皮亞韋河河口的野戰武器。它們還出現在海軍艦艇以上，每艘意大利MAS型魚雷快艇以上多達4挻，並且裝備在“ F級”潛艇和一部份驱逐舰以上。加布里埃尔·邓南遮在著名的布卡里嘲諷事件當中使用，並且在其故居（義大利勝利莊園）當中展示的MAS以上仍架設了柯爾特M1895。
馬林機槍亦於戰後搭載在美國陸軍M1917（法國雷诺FT-17坦克的美國版本）的機槍版本以上使用。然而，隨著.30白朗寧中型機槍取得了巨大的成功並於其後衍生出空用型、地面型和艦載型，加上M1919白朗寧氣冷式機槍的問世，馬林機槍亦迅速地從美國兵役中消失了。

## 戰後服役

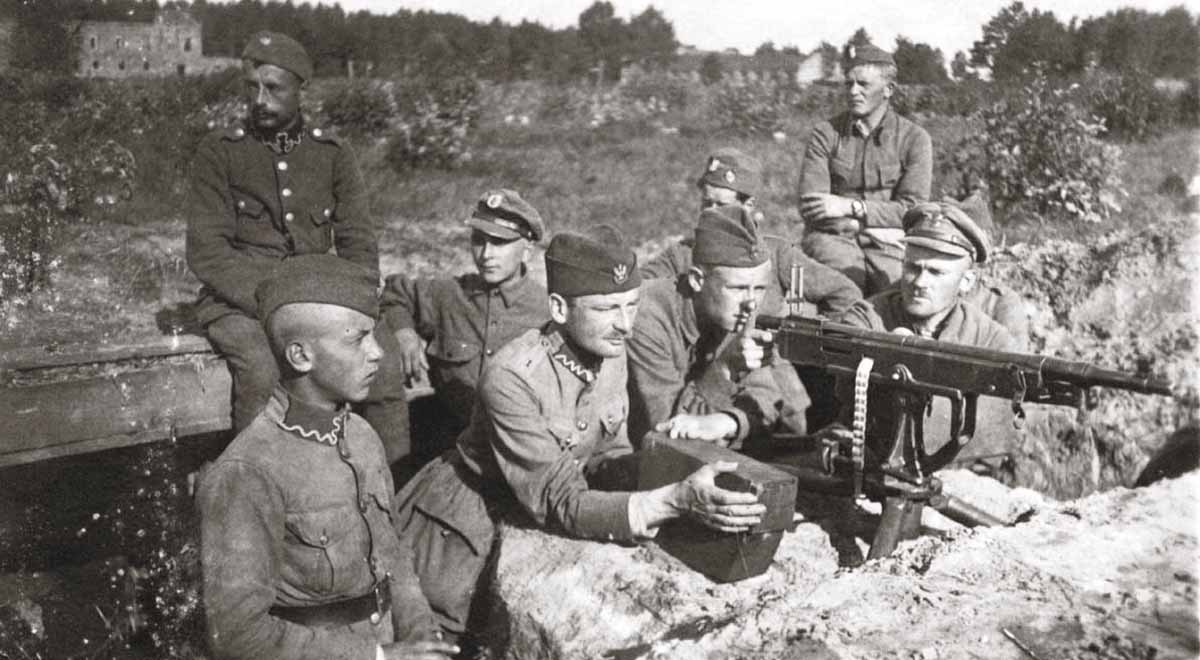
1920年華沙戰役當中，使用M1895/14的波蘭士兵。

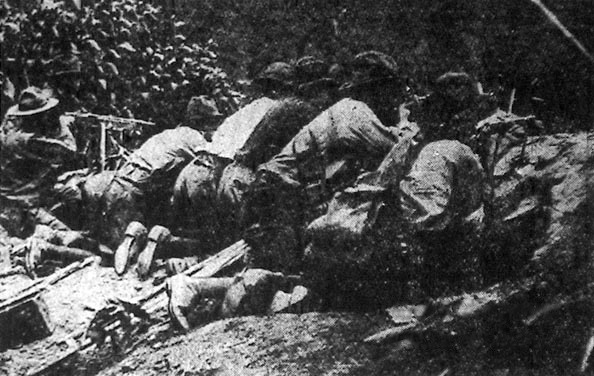
1921年布萊爾山戰役；在最左側有一挻裝有槍管散熱器的馬林機槍。

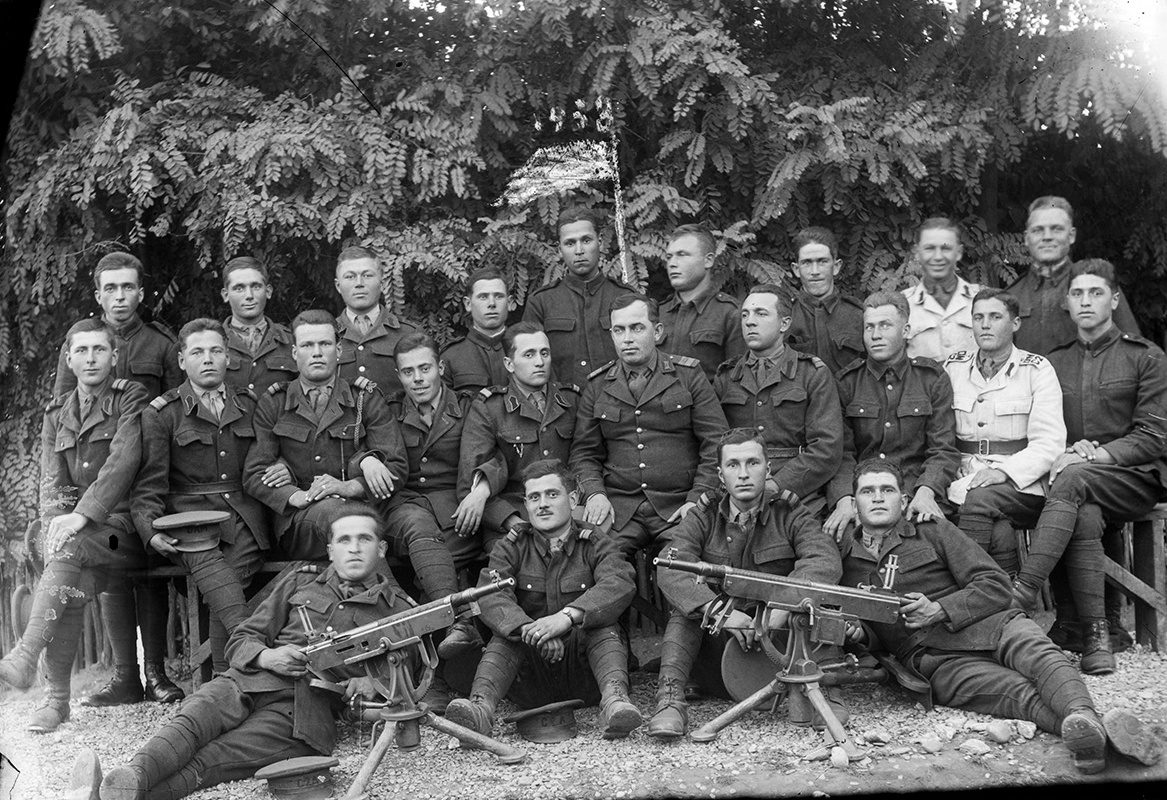
羅馬尼亞士兵們與兩挻M1895柯爾特－白朗寧機槍，攝於1939年。

第一次世界大戰以後，一部份柯爾特－白朗寧機槍（可能包括M1917／18馬林衍生型）在俄羅斯內戰中得以使用。它最引人注目的用途是在捷克退伍軍人從俄羅斯流亡期間，那批機槍（柯爾特－白朗寧M1914或馬林M1917）被攝於在被用來運輸退伍軍人的火車頂部的沙袋中。裝設在從蘇俄撤軍、用以運輸軍團的火車頂部的沙袋駐地以上。當中眾多機槍亦曾在1920年波苏战争當中使用過。第二次世界大戰剛開始時，M1917和M1918馬林機槍亦被派往英國，供英國國土防衛軍使用，儘管結果卻是從未用於戰鬥。
最後使用該型號機槍的記錄文件是在1921年，美國國民警衛隊於西弗吉尼亚州的布萊爾山戰役當中對付罷工的礦工。一張當代照片展示了一挻柯爾特－白朗寧機槍，以上裝有馬林-羅克韋爾公司所生產的、附有鰭片的鋁製散熱片式槍管，就在一名支援警長代表的警衛隊員的手中。從後膛到槍口的鋁製散熱片的存在表明該槍極有可能是美國陸軍在1917—1918年間為訓練和熟悉用途而購入的馬林-羅克韋爾M1917/18機槍，因為美軍從未購入過柯爾特M1895/1914衍生型。
由於該機槍曾在西班牙军队當中使用過，因此它倆在西班牙内战的兩側都廣泛使用。在英軍營的賈拉瑪戰役當中，它倆獲用以發揮出重大的效果；但由於它倆經常卡彈，因此軍隊對此一無所知。
在第一次世界大戰結束以前，比利時軍隊獲得了大量的7毫米毛瑟口徑的M1895/14，而這些機槍都在衝突過後儲藏起來，並且在第二次世界大戰爆發以前發配給某些預備役步兵團。在1940年5月10日至5月28日德國入侵比利時期間，該機槍被大量用於抵抗行動直到最後一刻。
第一次世界大戰以後，美軍在倉庫裡所存放的柯爾特－白朗寧機槍，直到1940年夏天售予英國國土防衛軍。當中主要是後期的“馬林”衍生型，而結果似乎只有少數交付給部隊。
意大利也將其M1895機槍保留在庫存當中一段很長的時間。到了第二次世界大戰，它們仍被發配給二線部隊，即黑衫軍以下的分支組織，例如DICAT（負責操作Flak高射炮）和MILMART（負責操作海岸炮），直到1943年以前一直用於意大利的防空作戰。

## 使用國
- 比利时
- 加拿大
- 西班牙
- 捷克斯洛伐克[22]
- 芬兰——在芬蘭內戰期間可見使用，1936年撤裝。[23]
- 法國
- 意大利
- 墨西哥
- 葉門穆塔瓦基利亞王國[1]
- 菲律賓第一共和國
- 波兰
- 罗马尼亚王国[24]
- 俄罗斯：購入了14,850挻M1895/1914。[25]
- 乌拉圭
- 英国
- 美国

## 資料來源
1. 1 2  . Getty Images.   [8 August 2018]. （原始内容存档于2020-11-15）.
2. ↑  .   [2020-07-01]. （原始内容存档于2016-11-29）.
3. 1 2 3 4  Julian S. Hatcher. . Stackpole Books. 1962: 79–81. ISBN 0-8117-0795-4.
4. 1 2  United States Army. Ordnance Dept, Herbert Treadwell Wade. . 1919: 307.
5. ↑  US 544657
6. ↑  Wilson, Mike. .   [2009-05-22]. （原始内容存档于2020-11-25）.
7. ↑  .   [2020-07-01]. （原始内容存档于2020-11-24）.
8. ↑  United States War Dept. . Govt. Print. Office. 1904: 83–92.
9. ↑  Roger Pauly. . Greenwood Publishing Group. 2004. ISBN 978-0-313-32796-4.
10. ↑  .   [2008-08-07]. （原始内容存档于2008-09-08）.
11. ↑  United States Navy Dept. . Published by United States Government Printing Office. 1893: 235.
12. ↑  Venzon, Anne，斯梅德利·達靈頓·巴特勒將軍：皮頸的信件1898—1931年（General Smedley Darlington Butler: Letters of a Leatherneck 1898-1931），格林伍德出版公司（1992）， ISBN 0-275-94141-8，第8頁：6月12日，得克薩斯號戰艦將3台野戰兵器和2挻M1895柯爾特－白朗寧機槍放於陸上，後者是從該艦本身的武器庫採購的。（The battleship USS Texas landed three field pieces and two additional M1895 Colt–Browning machine guns on June 12, the latter procured from the ship's own armory.）
13. ↑  Philip Schreier, "Hidden in Plain Sight: Colt Automatics at Santiago" （页面存档备份，存于）
14. ↑  Roosevelt, Theodore, The Rough Riders, Scribner's Magazine, Vol. 25, February 1899, New York: Charles Scribner's Sons, p. 568
15. ↑  派克，約翰·H（中尉），聖地亞哥的加特林人（The Gatlings At Santiago），英國米德爾塞克斯：迴聲圖書館（2006年再版），第68頁：在帕克中尉的命令以下，該支隊又獲得了大約10,000發額外繳獲而來的西班牙7毫米毛瑟彈藥，這使槍組人員可以將兩挻M1895機槍保持在行動狀態。（At Lt. Parker's order, the Detachment secured about 10,000 additional rounds of captured Spanish 7mm Mauser ammunition, which allowed the gun crew to keep the two M1895 guns in action.）
16. ↑  Joseph H. Alexander; Don Horan; Norman C. Stahl. . HarperCollins. 1999: 26. ISBN 978-0-06-093109-4.
17. ↑  Philip S. Jowett; A. M. De Quesada; Stephen Walsh. . Osprey Publishing. 2006. ISBN 978-1-84176-989-9.
18. ↑  . REME MUSEUM of TECHNOLOGY.   [2020-07-01]. （原始内容存档于2006-10-01）.
19. ↑  Churchill, W.S. London to Ladysmith via Pretoria, London: Longmans, Green & Co. 1900
20. ↑  .   [2020-07-01]. （原始内容存档于2017-10-14）.
21. ↑  .   [2016-04-09]. （原始内容存档于2016-04-09）.
22. ↑   [Czech aircraft machine gun vz. L/28]. vhu.cz. Vojenský historický ústav Praha（捷克语）.   [2020-07-01]. （原始内容存档于2020-07-14） （捷克语）.
23. ↑  . 4 November 2017  [2020-07-01]. （原始内容存档于2020-10-26）.
24. ↑  .   [2020-07-01]. （原始内容存档于2015-12-23）.
25. ↑  Павел Столяров. "Свинский" пулемёт Браунинга // журнал "Мастер-ружьё", № 54, 2001. стр.18–21.

## 外部連結
- （英文）—Profile of M1895 usage in Spanish–American War （页面存档备份，存于）
- （英文）—Marlin M1917 version of the M1895, in World War I service （页面存档备份，存于）
- （英文）—Video of M1895 machine gun firing demonstration （页面存档备份，存于）
- （英文）—Page on the Marlin M1917/1918 aircraft version
- （英文）—Marlin Forum - The Marlin Machine Guns